# Oldies
Oldies é um termo usado para descrever um gênero de rádio que se concentre em um período de há cerca de 15 a 55 anos.
Nos anos de 1980 e 1990, oldies significou os 15 anos do nascimento do Rock N'Roll e o começo da era do cantor-compositor no princípio dos anos 70, ou aproximadamente de 1955 a 1971. No início dos anos 2000, a música dos anos 1970 esteve cada vez mais incluída, e a música dos anos 1980 está começando a ser também chamada "Oldies". Embora o termo "Hits classicos" é usado para distinguir os oldies novos dos oldies da geração baby boomer.

## Descrição
As canções de Oldies são tipicamente do gênero de R&B, pop e rock. O termo é usado ocasionalmente para descrever épocas raras que incluem as músicas dos anos 40 e também música antes de 1955 é tipicamente o domínio do formato de padrões adulto.
Às vezes e chamado de Oldies dourados (após uma outra série do álbum do mesmo nome, que foi vendido através dos anúncios de televisão), embora este termo normalmente se refira à música exclusivamente dos anos 50 e no início dos anos 60. Radios Oldies caracterizam-se principalmente por artitas como Elvis Presley, The Beatles, The Rolling Stones, The Beach Boys, Johnny Rivers, The Supremes, The Four Seasons e Sam Cooke. Também movimentos musicais como Doo-wop, soul music, Motown e a Invasão Britânica Os Girl groups,  rockabilly, surf music, bubblegum pop.
A maioria dos Oldies limitam suas canções a não mais de 300 canções, na filosofia que os ouvintes ficarão sintonizados na condição que eles sejam familiarizados com os hits. O desconto a este conceito é a repetição infinita da biblioteca de programa da estação. Os Oldies têm alguma sobreposição com o formato rock clássico que se concentra na música de rock dos anos 60 e 70.

## História
Nos anos 70, as estações de rádio FM do Arizona foram umas das primeiras a tocar Oldies. Misturavam Oldies com as suas músicas da época, tocando várias horas por dia. Estas estações de rádio eram chamadas de "Golden" ou "Solid Gold". Com isso algumas estações de rádio AM começaram a tocar este tipo de som.